# 동해초등학교 (강원)
동해초등학교는 대한민국 강원특별자치도 동해시에 있는 공립 초등학교이다.

## 학교 연혁
- 1989.03.01 동해국민학교 인가 (21학급)
- 1989.03.02 동해국민학교병설유치원 2학급인가
- 1989.10.02 개교
- 1996.03.01 동해초등학교 개칭
- 2002.02.15 제13회 졸업식 거행
- 2002.03.01 22학급 편성(학습도움실 포함)
- 2003.02.18 제14회 졸업식 거행
- 2003.03.01 21학급 편성(학습도움반 포함)
- 2003.03.04 2003학년도 입학식 거행(남 66명, 여 40명, 계 106명)
- 2003.03.15 22학급 편성(1학급 증설)
- 2004.02.14 제15회 졸업식 거행
- 2004.03.04 2004학년도 입학식 거행(남 74명, 여 47명, 계 121명)
- 2004.03.15 22학급 편성(학습도움반 포함)
- 2004.09.01 제5대 김효일 교장선생님 취임
- 2005.02.18 제16회 졸업식 거행
- 2005.03.02 21학급 편성(학습도움반 포함)
- 2005.03.02 2005학년도 입학식 거행(남 56명, 여 52명, 계 108명)
- 2005.07.15 정보올림피아드 전국대회 동상
- 2005.09.15 전국발명품경진대회(교육인적자원부단체기)
- 2006.02.17 제17회 졸업식 거행
- 2006.03.02 제6대 김형춘 교장선생님 취임
- 2006.03.02 20학급 편성 (학습도움반 포함)
- 2006.03.02 2006학년도 입학식 거행(남 74명, 여 52명, 계 126명)
- 2006.12.29 교육활동 유공학교 교육감 표창
- 2007.02.15 제18회 졸업식 거행(졸업생 107명 졸업생 누계 2683명)
- 2007.03.01 20학급 편성(학습도움반포함)
- 2007.03.01 제7대 장헌갑 교장선생님 취임
- 2008.02.14 제19회 졸업식 거행(졸업생 총 2781명)
- 2008.03.01 19학급 편성(특수 1학급 포함)
- 2008.09.01 제8대 심교순 교장선생님 취임
- 2009.02.12 제20회 졸업식 거행 (졸업생 총 2866명)
- 2009.03.01 18학급 편성 (특수 1학급 포함)
- 2010.02.11 제21회 졸업식 거행(졸업생 총 2962명)
- 2010.03.01 19학급 편성 (특수 1학급 포함)
- 2011.02.10 제22회 졸업식 (졸업생 총 3,035명)
- 2011.03.01 15학급 편성 (특수 1학급 포함)
- 2012.02.10 제23회 졸업식 (졸업생 총 3,123명)
- 2012.03.01 14학급 편성 (특수 1학급 포함)
- 2012.09.01 제9대 김진배 교장 부임
- 2013.02.15 제24회 졸업식 (졸업생 69명, 총3,192명)
- 2013.03.04 14학급 편성(특수 1학급 포함)
- 2014.02.07 제25회 졸업식 (졸업생 70명, 총3,262명)
- 2014.03.01 15학급 편성 (특수 1학급 포함)

## 참고 자료
- 동해초등학교 - 한국교육학술정보원 학교알리미